# Quentin Dean
Quentin Dean właściwie Quintin Corinne Margolin (ur. 27 lipca 1944, w Los Angeles zm. 8 maja 2003) – amerykańska aktorka filmowa i telewizyjna.

## Filmografia
seriale
- 1962: Wirgińczyk jako Saranora
- 1967: The High Chaparral jako Sarah
- 1968: The Mod Squad jako Sally

film
- 1967: W upalną noc jako Delores
- 1968: Will Penny jako Jennie
- 1968: Trzymaj się z daleka, Joe jako Mamie Callahan córka Glendy

## Nagrody i nominacje
Za rolę Delores w filmie W upalną noc została nominowana do nagrody Złotego Globu.